# معركة مقديشو (2008)
بدأت معركة مقديشو عام 2008 عندما بدأ الجنود الإثيوبيون دخول المناطق التي يسيطر عليها المتمردون في المدينة، مما أدى إلى اندلاع قتال عنيف في الشوارع. وقُتل في المعركة بين 126 و142 شخصًا، وهي إحدى المعارك الرئيسية التسعة في مقديشو خلال عقود الحرب الأهلية الصومالية الطويلة.

## التسلسل الزمني
في 19 أبريل نصب مسلحون كمينا لمجموعة من الجنود الإثيوبيين، مما أثار معارك عنيفة. وجرت المعركة عبر ثلاث مناطق في الربع الشمالي من العاصمة مقديشو.
في 20 أبريل نصب متمردون إسلاميون كمينًا لسيارة أمنية في حي المدينة بالعاصمة، مما أسفر عن مقتل جنديين ومالك متجر وقع في تبادل لإطلاق النار. وفي نفس اليوم قُتِل خمسة جنود صوماليين وثلاثة مسلحين خلال الاشتباكات. وتأكد مقتل جنديين إثيوبيين.

## مجزرة مسجد الهداية
في أبريل 2008 اقتحم جنود إثيوبيون مسجدًا وقتلوا من بداخله، وعُثِر على 11 جثة داخل المسجد، بعضهم مات بشق الحلق والبعض الآخر مات بالرصاص، وكان تسعة من رواد المسجد العاديين.
وقال الشيخ عبدي خير عيسى أن الإثيوبيين «ذبحوا» رجال الدين، وقتلوا الشيخ سعيد يحيى إمام المسجد، وقال أحد الشهود أن الإمام الراحل فتح باب المسجد بعد قرع الجنود للأبواب.

## القتلى والمُصابين
قتل 98 مدنياً في القتال. وقالت جماعة حقوقية صومالية أن معظم الخسائر البشرية سببها أن الإثيوبيون استخدموا المدفعية الثقيلة وقذائف الدبابات في المناطق السكنية بالعاصمة.
وقال المتحدث باسم اتحاد المحاكم الإسلامية الشيخ إبراهيم سولي أن عدد القتلى الحقيقي من أعمال العنف أعلى بكثير. وصج قائلًا: «قتل الإثيوبيون حوالي 200 شخص، واختطفوا 160 آخرين من بينهم 41 طالبا قرآنيا. سنواصل قتال الإثيوبيين ومن هم تحت حماية دباباتهم.».